# 슈퍼 마리오브라더스 테마곡
지상BGM(Super Mario Bros. theme, 地上BGM)은 슈퍼 마리오 브라더스의 테마곡으로, 슈퍼 마리오 브라더스 시리즈의 초대작의 첫 부분에서 나오는 배경음악을 일컬으며 곤도 고지가 제작하였다. 슈퍼 마리오브라더스 시리즈의 인기로 이 곡은 시리즈 전체를 대표하는 곡으로 자리잡고 있다.

## 도입부 멜로디
가장 널리 알려진, 첫 세 마디의 멜로디는 다음과 같다.